# Фридрих Еберт
Фридрих Еберт (на немски: Friedrich Ebert) е германски политик, член на Германската социалдемократическа партия, неин лидер от 1913 до 1919, канцлер на Ваймарската република (9 ноември 1918 – 11 февруари 1919 г.), министър-председател на Прусия (9 ноември – 11 ноември 1918 г.) и от 1919 до смъртта си през 1925 първи президент на Ваймарската република. Умерен социалдемократ, Еберт подкрепя Бурфриджиен – политиката, стремяща се да потуши вътрешнополитическите размирици и да съсредоточи вниманието на обществото върху успешното приключване на военните действия.

## Памет
Неговата къща в старата част на Хайделберг днес е музей.
Малко след неговата смърт е създадена фондацията „Фридрих-Еберт-Щифтунг“ (на немски: Friedrich-Ebert-Stiftung (FES)). И до днес той е почитан като един от големите социалдемократи на Германия.